# If Walls Could Talk
If Walls Could Talk è una canzone della cantante canadese Céline Dion, inclusa nel suo greatest hits All the Way ... A Decade of Song. Il brano è stato scritto e prodotto dal produttore zambiano Robert John "Mutt" Lange, noto soprattutto per essere aver scritto molti successi multi-platino della cantante canadese Shania Twain, quest'ultima è presente in questa traccia come corista.

## Antefatti e videoclip musicale
Nel gennaio 2000, si vociferava che If Walls Could Talk sarebbe stato il prossimo singolo della Dion ad essere rilasciato nel Regno Unito. Due mesi dopo, la Sony Music UK pubblicò al suo posto The First Time Ever I Saw Your Face. Nell'aprile 2000, furono rilasciati la copertina e l'elenco delle tracce secondarie del singolo. La data prevista per il rilascio di If Walls Could Talk era il 5 maggio 2000 per quanto riguarda il Messico, ma fu cancellata a causa della scelta di pubblicare I Want You to Need Me. Ancora una volta, ad ottobre la Sony decise di pubblicare il singolo in Europa, Australia, Giappone e America Centrale nel dicembre 2000, ma l'uscita fu nuovamente annullata per la terza volta e la promozione di All the Way ... A Decade of Song terminò.
Nonostante il singolo non fu rilasciato sia nelle radio sia sul mercato discografico, fu realizzato un videoclip musicale, diretto da Liz Friedlander e pubblicato nella raccolta video del DVD All the Way ... A Decade of Song & Video (2001).

## Recensioni da parte della critica
La canzone fu accolta positivamente da parte della critica, Micahel Paoletta di Billboard la inserì tra i migliori brani dell'album, mentre Stephen Thomas Erlewine di AllMusic la definì una "ballata carina".

## Formati e tracce
CD Singolo (Australia) (Epic)
1. If Walls Could Talk – 5:19 (Robert John "Mutt" Lange)
2. Then You Look at Me – 4:08 (testo: Will Jennings – musica: James Horner)
3. Un garçon pas comme les autres (Ziggy) (Live) – 3:19 (testo: Luc Plamondon – musica: Michel Berger)

CD Singolo (Europa; Giappone) (Columbia)
1. If Walls Could Talk – 5:19 (Lange)
2. If Walls Could Talk (Radio Edit) – 4:34 (Lange)
3. To Love You More – 5:28 (testo: Junior Miles – musica: David Foster)